# Rip It Up (album de Orange Juice)
Pour les articles homonymes, voir Rip It Up (homonymie).
Albums de Orange Juice
You Can't Hide Your Love Forever
(1982) Texas Fever
(1984)
Rip It Up est un album de Orange Juice, sorti en 1982. 

## L'album
Le titre éponyme placé en début d'album entre dans le top 10 britannique et rend célèbre Edwyn Collins. L'album fait partie des 1001 Albums You Must Hear Before You Die. 

### Titres
Toutes les chansons sont écrites et composées par Edwyn Collins, sauf indication contraire.
| 1. | Rip It Up                |                   |      |
| 2. | A Million Pleading Faces | Zeke Manyika (en) | 3:14 |
| 3. | Mud in Your Eye          |                   | 3:56 |
| 4. | Turn Away                | Malcolm Ross (en) | 3:19 |
| 5. | Breakfast Time           |                   | 5:10 |

| 6.  | I Can't Help Myself | Edwyn Collins, David McClymont                                            | 5:05 |
| 7.  | Flesh of My Flesh   |                                                                           | 3:15 |
| 8.  | Louise Louise       |                                                                           | 2:51 |
| 9.  | Hokoyo              | Edwyn Collins, David McClymont, Malcolm Ross, Zeke Manyika, Zop Cormorant | 5:06 |
| 10. | Tenterhook          |                                                                           | 5:01 |

### Musiciens
- Edwyn Collins : guitare, voix, violon
- Malcolm Ross (en) : guitare, voix, claviers
- David McClymont : basse, claviers
- Zeke Manyika : batterie, voix, percussions
- Dick Morrissey : saxophone
- Martin Drover : bugle
- Martin Hayles : piano, synthétiseur
- Mel Gaynor : percussions
- Louise Waddle : claquement de mains
- Gavin Wright : violon
- Paul Quinn : voix